# Anasphaltis renigerellus
Anasphaltis renigerellus — вид лускокрилих комах з родини виїмчастокрилі молі (Gelechiidae).

## Поширення
Вид поширений в Європі (зафіксований у Франції, Німеччині, Швейцарії, Австрії, Італії, Польщі, Чехії, Словаччині, Словенії, Хорватії, Угорщині, Румунії, Україні та Росії).

## Спосіб життя
Личинки живляться листям кадила звичайного (Melittis melissophyllum).